# Acido dimetilarsinico
L'acido dimetilarsinico (DMA o DMAA), chiamato anche acido cacodilico o dimetilarsinato, è un composto chimico dell'arsenico.
Come gli altri composti metilati dell'arsenico risulta meno tossico dell'arsenico inorganico in quanto entra nei meccanismi di detossificazione di alcuni organismi; tuttavia risulta potenzialmente cancerogeno.
È anche noto come Agente Blu, perché durante la Guerra del Vietnam gli USA lo utilizzavano per la deforestazione e i contenitori di questo acido erano identificati con delle bande blu dipinte sopra.